# Николай III Мекленбургский
Николай III (нем. Nikolaus III. zu Mecklenburg; после 1230 — 8 июня 1289 или 1290) — князь Мекленбурга с 1274 года.
Сын Иоганна I Мекленбургского и его жены Луитгарды фон Хеннеберг.
Священник, с 1246 года пробст в Шверине, с 1266 года — канонник в Любеке.
После того, как князь Генрих I Мекленбургский попал в плен во время Крестового похода, его братья Николай III и Иоганн II были регентами княжества при жене и малолетних детях.